# Нервен импулс
Нервният импулс е начина за предаване на сигнали в нервната система на многоклетъчните животни. Нервните импулси в организма се приемат, провеждат и предават само от един вид високоспециализирани нервни клетки – неврони. Освен в тях, нервен импулс може да възникне и в рецепторите. За разлика от невроните обаче, рецепторите не възприемат нервни импулси, а изменения във външната или вътрешната среда на организма. Рецепторите преобразуват тези изменения в нервни импулси.
Анатомичните структури в организма, които провеждат нервните импулси, се наричат нерви.
Нервните импулси, които се пренасят през нерва са изключително бързи, и могат да достигнат до скорости от 120 m/s. Импулсите се движат от един неврон към друг, преминавайки през синапси, където информацията се преобразува от електрическа в химическа и след това обратно към електрическа.